# Luiz Henrique da Silva Brito
Luiz Henrique da Silva Brito (ur. 19 maja 1967 w São Gonçalo) – brazylijski duchowny katolicki, biskup Barra do Piraí-Volta Redonda od 2019.

## Życiorys
Święcenia kapłańskie przyjął 14 grudnia 1991 i został inkardynowany do diecezji Campos. Przez wiele lat pracował jako duszpasterz parafialny. W 2010 mianowany kanclerzem kurii.
29 lutego 2012 papież Benedykt XVI mianował go biskupem pomocniczym archidiecezji Rio de Janeiro oraz biskupem tytularnym Zallata. Sakry biskupiej udzielił mu 12 maja 2012 arcybiskup Orani João Tempesta.
13 marca 2019 papież Franciszek mianował go biskupem ordynariuszem diecezji Barra do Piraí-Volta Redonda.